# Robel Kiros Habte
Robel Kiros Habte (13 de abril de 1992) es un nadador etíope. Compitió en el evento de 100 metros estilo libre masculino en los Juegos Olímpicos de Río de Janeiro 2016. Quedó en el lugar 59 de 59 competidores en las eliminatorias preliminares.